# 巴雷特MRAD狙擊步槍
巴雷特MRAD（英語：Barrett MRAD），全稱“多用途調應設計”（Multi-Role Adaptive Design），是一系列由美国槍械製造商巴雷特槍械公司所研製和生產的栓动式狙擊步槍，以滿足特種作戰司令部精密狙擊步槍（簡稱：PSR）合同的要求，是基於巴雷特M98B的改進型。主要發射.338拉普麥格農口徑步枪子彈（.338 Lapua Mag，8.6×70毫米或8.58×70毫米）。
2010年底，巴雷特正式公佈MRAD，並且在2011年初開始銷售，其建議售價為$6,000.00。推出市場以後，巴雷特MRAD被美国全国步枪协会（英語：National Rifle Association，簡稱：NRA）評為2012年年度步槍。

## 歷史
巴雷特以其巴雷特M98B為藍本，按照美国特種作戰司令部（英語：United States Special Operations Command，簡稱：USSOCOM，轄下部隊包括DEVGRU、Delta Force和綠色貝雷帽等特種部隊）制定的規格改進為巴雷特MRAD狙擊步槍並在2010年底推出。研發目的是參與2009年1月15日美國特種作戰司令部發出的一項名為精密狙擊步槍（簡稱：PSR）的合同並作為其中一款.338口徑狙擊平台，與其他槍械製造商所全新研製或既有型號的改進型進行競標，以滿足特種作戰司令部的願望，取代目前所有的美國特種作戰狙擊手所使用的手動狙擊步槍。

### 特種作戰司令部精密狙擊步槍
已經向精密狙擊步槍（簡稱：PSR）試驗提交的MRAD特定型號裝有一根622.3毫米（24.5英吋）槍管，全槍總重量（不包括光學元件）為6.71公斤（14.8磅）。
但在2013年，競標之中得標的是雷明登軍品分公司的MSR狙擊步槍。
但在2017年底，由於MSR狙擊步槍的品質嚴重不合格，迫使特種作戰司令部啟動先進狙擊步槍（ASR）計畫，再度徵集射程1,500公尺的手動狙擊步槍。

### Mk 22 ASR與Mk 22 PSR
Mk 22 Mod 0 ASR（先進狙擊步槍）是美國特種作戰司令部訂購的巴雷特MRAD衍生型的代號。在2019年，是次由巴雷特MRAD得到這50,000,000美元的合同，其步槍命名為Mk 22先進狙擊步槍（Mk 22 ASR），配有.308 Winchester、.300 Norma Magnum和.338 Norma Magnum三種口徑的槍機和槍管轉換套件以及彈匣。Mk 22 ASR配備巴雷特AML 338消音器，並且搭配SU-295/PVS Nightforce ATACR 5-25×56和SU-295/PVS Nightforce ATACR 7-35×56精密可變倍率瞄準鏡（P-VPS）。
而MK 22 PSR（精確狙擊步槍）是美國陸軍訂購的巴雷特MRAD衍生型的代號。2021年，美國陸軍授予巴雷特一份價值4990萬美元的合同，交付2,800枝Mk 22 PSR步槍；美國海軍陸戰隊則是同年財年提出採購250枝Mk 22精確狙擊步槍。Mk 22 PSR將配備.338諾瑪馬格南、.300諾瑪馬格南和7.62×51毫米北約口徑的轉換套件。然而，與Mk 22 ASR不同的是，它配備了Leupold Mark 5HD 5-25x56毫米瞄準鏡。美陸軍計畫用Mk 22取代目前正在使用的M107和M2010兩款狙擊步槍；而海軍陸戰隊則打算用Mk 22以取代所有M40A6和Mk 13 Mod 7兩款狙擊步槍。Mk 22將於2024年11月在美國海軍陸戰隊達到全面作戰能力，所有步兵和偵察部隊都將完成該系統的新裝備訓練並投入使用。

## 設計細節
巴雷特MRAD外形和巴雷特98B基本上一樣，而改進的地方包括移除原來的固定槍托並且將其轉速為整合式可折疊及可調節槍托功能（同時具有可調整的托腮板、槍托底板（英語：Buttplate）和MIL-STD-1913戰術導軌；槍托上還設有大孔用以容納拉機柄的大型握扣前端以防止槍機在運輸過程中損壞或掉失，沙漠黃的表面顏色處理，為快速轉換口徑而設的前滾筒式快速裝拆槍管功能。
巴雷特MRAD和其他巴雷特的狙擊步槍的最大分別就是採用是類似斯通纳的AR-15／M16步槍設計；以铝製鉸鏈連接上下機匣，符合人體工程學的手槍握把和由拇指直接操作的手動保險裝置都是借鑒了斯通纳的設計。

### 槍管
巴雷特MRAD裝有一根以4150 MIL-B-11595號鋼鐵打造而成的中至重型的自由浮動式槍管，以確保高精準度。目前全長有三種，分別為27英吋（685.8毫米）、24.5英吋（622.3毫米）和20英吋（508毫米），槍管更具有散熱溝槽以強化散熱速度。槍管有六條膛線，27英吋和24.5英吋槍管的膛線纏距為1：10英吋（254毫米），而20英吋槍管的膛線纏距為1：9.35英吋（237.49毫米），旋轉方向為右旋。槍管的外表面有縱向長型溝槽，既能夠減輕重量也增加了剛性，而且提高了散熱效率。當使用短槍管時由於短槍管長度會造成巨大的槍口焰，所以需要加裝一具高性能的消焰裝置。槍口配有螺紋安裝的雙邊兩口式圓柱型消焰／制退器，並且以內部的六邊形防鬆螺母鎖緊，這款槍口裝置能有效降低後坐力與槍口火焰，並且可以取下制退器以安裝消音管。為快速轉換長度和口徑，更設有前滾筒式快速裝拆式設計。自由浮動式槍管除了與機匣連接外，與整個前托都不接觸。槍管被包裹在前托以內，只有槍口消焰／制退器露在外面。

### 一體式機匣／護木
巴雷特MRAD的護木與機匣為一體成形，採用整塊鋁合金CNC加工而成，以提高槍身整體結構強度。一體式機匣／護木頂部設有一條長達21.75英吋（552.45 毫米）的MIL-STD-1913戰術導軌。頂部設有較長的戰術導軌已經是現代戰術狙擊步槍的必備條件了，可使射手能夠串連光學瞄準鏡和夜視鏡等配件。在護木左右兩側和下方也都預留有多個M-LOK孔位以供安裝雷射以及彈道計算機，護木底部可通過M-LOK安裝雙腳架。護木兩側設有大量散熱孔，保證槍管有效散熱，並且有效減輕了全槍重量。內部還預留一個獨特的戰術配件電線管理系統，平底式設計提高射擊時的穩定性。包裹槍管的管狀前托的另一個優點是減少槍管發熱產生的上升氣流造成光學瞄準鏡影像產生扭曲現象，因此不需要像部分狙擊步槍以加裝一條長織帶遮蔽在槍管上方的方式解決海市蜃樓的問題。
護木後方是機匣，右側設有拋殼口。拋殼口下方刻有巴雷特公司的商標，機匣另一側刻著MRAD字樣。

### 槍機
巴雷特MRAD的機匣內部的槍機組件是全槍的核心部分，這款巴雷特風格的槍機組件與傳統的旋轉後拉槍機組件有所區別。槍機與巴雷特M98B一樣裝在“槍機護套”內部，槍機護套是由兩個已注入聚四氟乙烯的合成聚合物再以玻璃钢強化塑料增強的管狀護套所組成。這兩個護套不僅能讓槍機復進時更好地保護槍機以及減少整備時上油潤滑的次數和需要，也能協助密封拋殼口以及以拉機柄拉動槍機的同時將污垢從拋殼口排出。槍機頭是由非常堅硬的8620號碳鋼製造，鎖耳（英語：Lug）數量是九個（分為三組，每組三個鎖耳），並且以插銷連接到同一個槍機主機。這種獨立式槍機頭的設計使得轉換口徑時可以更簡單，尤其是為未來開發的彈藥而轉換成不同殼頭間隙的槍管和槍機頭，亦可以保證發射時閉鎖的牢固和安全性。槍機裝在槍機導槽內，平常亦作為防塵蓋，以防止污染物影響槍機操作。

### 下機匣／彈匣井
巴雷特MRAD的下機匣及彈匣井與巴雷特M98B一樣是由7075鋁合金製造而成，上面有漂亮的方塊紋理。下機匣及彈匣井是由兩個固定銷固接在一起。彈匣插座後方、握把上方的保險與AR-15／M16上的保險位置相同，可以由拇指直接操作的手動保險裝置以及從左邊轉換到右邊使用，非常便於射手操作。並與巴雷特M82一樣安裝了AR-15／M16步槍樣式手槍握把，可以換裝成各式通用與AR樣式的握把。握把前方的扳機護弓呈長方形設計，下機匣裝有一個靈巧的彈匣釋放撥桿，裝置在扳機護環的前方。而扳機裝置亦是裝在步槍的下機匣，整套扳機組件可以從機匣拆下以獨立使用，並且可以專用的L形內六角扳手從內部的螺釘調節扳機扣力（2—4磅力，0.91—1.81公斤，8.9～17.8牛顿）和扳機行程。

### 槍托
巴雷特MRAD的下機匣還裝上不可或缺的骨架式槍托，可將其向槍身右側摺疊是與巴雷特M98B最大的區別。採用的可折疊槍托可以向右側折疊，折疊後使全槍縮短了三分之一，射手能夠很方便地攜帶武器乘坐各種車輛。槍托上設有多個方形的大孔，其中一個孔用以在槍托折疊後讓使拉機柄穿過，並且包裹著拉機柄以容納拉機柄的大型握扣前端，攜行時就不會因槍機拉柄突出而勾住異物，能防止槍機在攜行過程中損壞。並配有加厚的Sorbothane槍托底板墊片（英語：Buttpad，通過鎖扣調整長度）、聚合物製造的托腮板，通過鎖扣及其溝槽調整高度，最高高度為0.75英吋（19.05毫米）。巴雷特M98B的槍托下方所裝有的可折疊式固定式後腳架被一條MIL-STD-1913戰術導軌所取代，由戰術導軌的協助可以供射手選擇裝上後腳架、駐鋤或後握把。這樣的改進能夠讓使用者根據需要加裝槍托戰術配件。槍托上的左右兩側留有QD扣，可按照射手需要安裝額外的槍背帶環或備用戰術導軌片等附件。

### 聚合物彈匣
巴雷特MRAD是由可拆卸彈匣從彈匣井供彈，上面具有方塊防滑紋，彈匣前方另有3條橫向的防滑紋。彈匣上的方塊形狀與彈匣插座上的方塊形狀相呼應，並與槍身采用一样的表面顏色處理。彈匣具有10發容彈量。彈匣卡榫就在扳機護環前方，射手可以使用食指卸彈匣及重新裝填。

### 瞄準具及附件
和目前流行的機槍、步槍及衝鋒槍一樣，上機匣上方有一條不間斷的導軌全長21.75英吋（552.45毫米），比巴雷特M98B的18.125英吋（460.375毫米）導軌更長。巴雷特MRAD沒有內置機械瞄具，可以利用機匣頂部安裝各式狙擊鏡、反射式瞄準鏡、棱鏡式瞄準鏡、夜視儀、熱像儀或安裝的機械瞄具等等作為巴雷特MRAD的瞄準具，也可利用其全長導軌配備前後串連式安裝模式擴大瞄準具附件應用。此槍的護木下方的導軌可以用以安裝哈里斯公司原廠製造的（Harris）S-BR兩腳架；還有左右兩排M-LOK導軌可以根據需求安裝雷射瞄準器或彈道計算機。

## 衍生型

### Mk 22 ASR與Mk 22 PSR
參見上文。

### 巴雷特MRAD SMR
巴雷特MRAD SMR（英語：Barrett MRAD SMR；SMR，全寫：Single Mission Rifle，意為：單一任務步槍）是巴雷特MRAD的固定式槍托與槍管版本，槍管口徑和長度不可更換。為了適應SMR的固定式槍管，生產商對整體設計進行了更改。

### 巴雷特MRAD Mark 22
巴雷特MRAD Mark 22（英語：Barrett MRAD Mark 22）是Mk 22先進狙擊步槍的民用型。

## 使用國

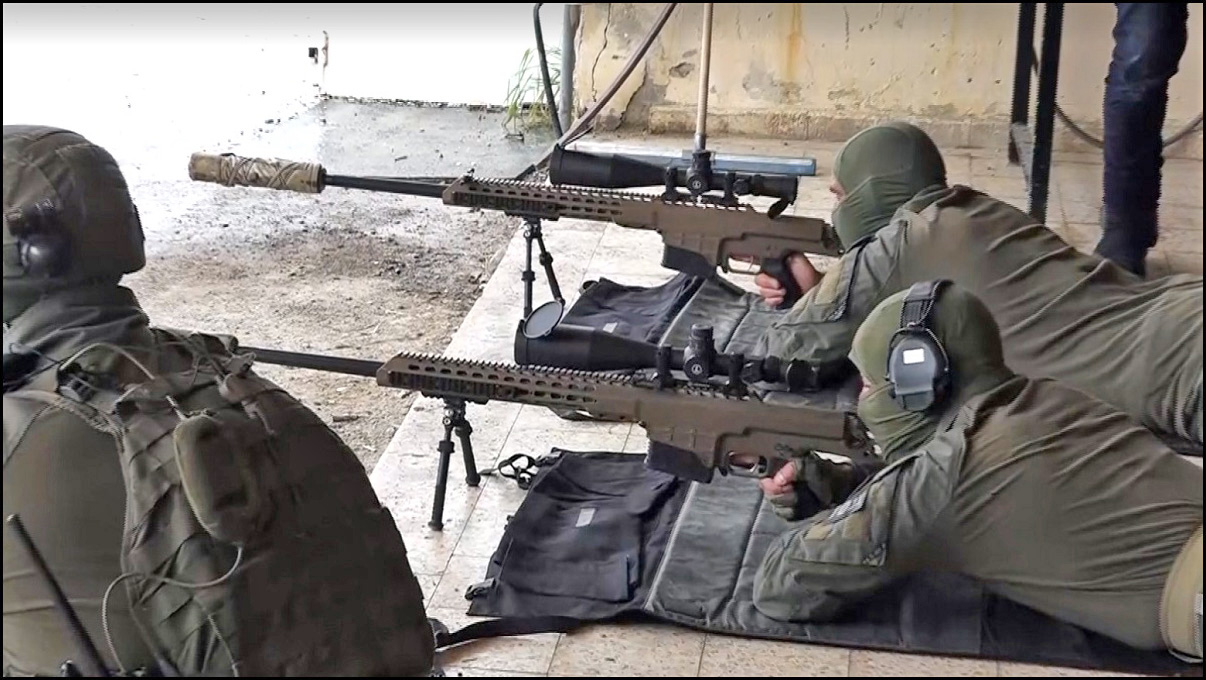
以色列國境警察特勤隊狙擊手使用MRAD

- 希腊[27][28]
- 印度尼西亞
  - 印尼國家警察（英语：Indonesian National Police）機動旅軍團（英语：Mobile Brigade Corps）
- 以色列
  - 以色列國境警察特勤隊（2013年起採用，以取代PGM 338狙擊步槍）[29]
  - 以色列國防軍（2018年起採用）[30]
- - 大韓民國陸軍第707特殊任務團[31]
- 新西兰
  - 紐西蘭國防軍（2018年起採用，以取代7.62毫米口徑的精密國際AW狙擊步槍）[32]
- 挪威
  - 挪威國防軍特種部隊（2013年訂購，2015年起採用）[33]
  - 挪威特種部隊、海岸突擊隊和一部份挪威陸軍部隊（自2015年起）。[34]
  - 挪威警察應急部隊（Beredskapstroppen Delta）的狙擊手也被發現使用這款步槍。[35]
- 中華民國
  - 中華民國國家安全局[36]
- 乌克兰
  - 烏克蘭武裝部隊[37][38]
  - 烏克蘭安全局
  - 據報道，AFU的狙擊手正在使用MRAD步槍。[39][40]
- 美国
  - 獲美國特種作戰司令部所訂購，命名為Mk 22先進狙擊步槍（Mk 22 ASR）。[41]
  - 美國陸軍訂購的型號為Mk 22精密狙擊步槍（Mk 22 PSR）。
  - 美國海軍陸戰隊於2018年正式採購，命名為Mk 22 Mod 0先進狙擊步槍（Mk 22 Mod 0 ASR），主要為.300諾瑪麥格農（英语：.300 Norma Magnum）型號（包括7.62mm口徑和.338 LM口徑套件），以取代7.62毫米口徑的M40A6和.300口徑的Mk 13 Mod 7（英语：Mk 13 rifle）[42]。2024年11月21日，美國海軍陸戰隊宣布Mk 22步槍提前一年達到全面作戰能力。[43]

### 非國家用戶
- 若开军——在2018年建軍9週年閱兵式上登場。[44][45]

## 流行文化

### 电子遊戲
- 《刺客任務》系列的《暗殺世界》系列三部曲：以該槍為藍本，但改為深藍色槍身和作出一些設計變更並裝上瞄準鏡，命名為“耶格7”（英語：Jaeger 7），奇怪地在菜單中的該槍的照門與準星倒轉裝在導軌以上而在遊戲中兩者卻是正確安裝位置；解鎖衍生型為：
  - 2016年—《2016》：“耶格7隱匿型”（英語：Jaeger 7 Covert，為灰色槍身版本）、“耶格7猛虎型”（英語：Jeager 7 Tiger，為老虎迷彩槍身及延長彈匣版本）、“耶格7槍騎兵型”（英語：Jaeger 7 Lancer，為槍口改為裝上制退器的版本）。
  - 2018年—《2》：新增“耶格7 Mk II”（英語：Jaeger 7 Mk II，為具有明顯的Mk II外觀版本）、“耶格7粗糙红寶石型”（英語：Jaeger 7 Rude Ruby，綠色迷彩版本）、“耶格7巨蜥型”（英語：Jaeger 7 Tuatara，純黑色槍身版本）、“耶格7銅頭蛇型”（英語：Jaeger 7 Copperhead，沙色槍身版本）、“耶格7雪狐型”（英語：Jaeger 7 Snow Fox，雪地槍身版本）。
  - 2021年—《3》：新增“耶格7青眼型”（英語：Jaeger 7 Green Eye，為配合七宗罪DLC的妒忌主題的版本）。
- 2022年—：在單人戰役模式中被命名爲“Victus XMR”，而在多人對戰模式中被命名为“MCPR-300”。

## 圖集

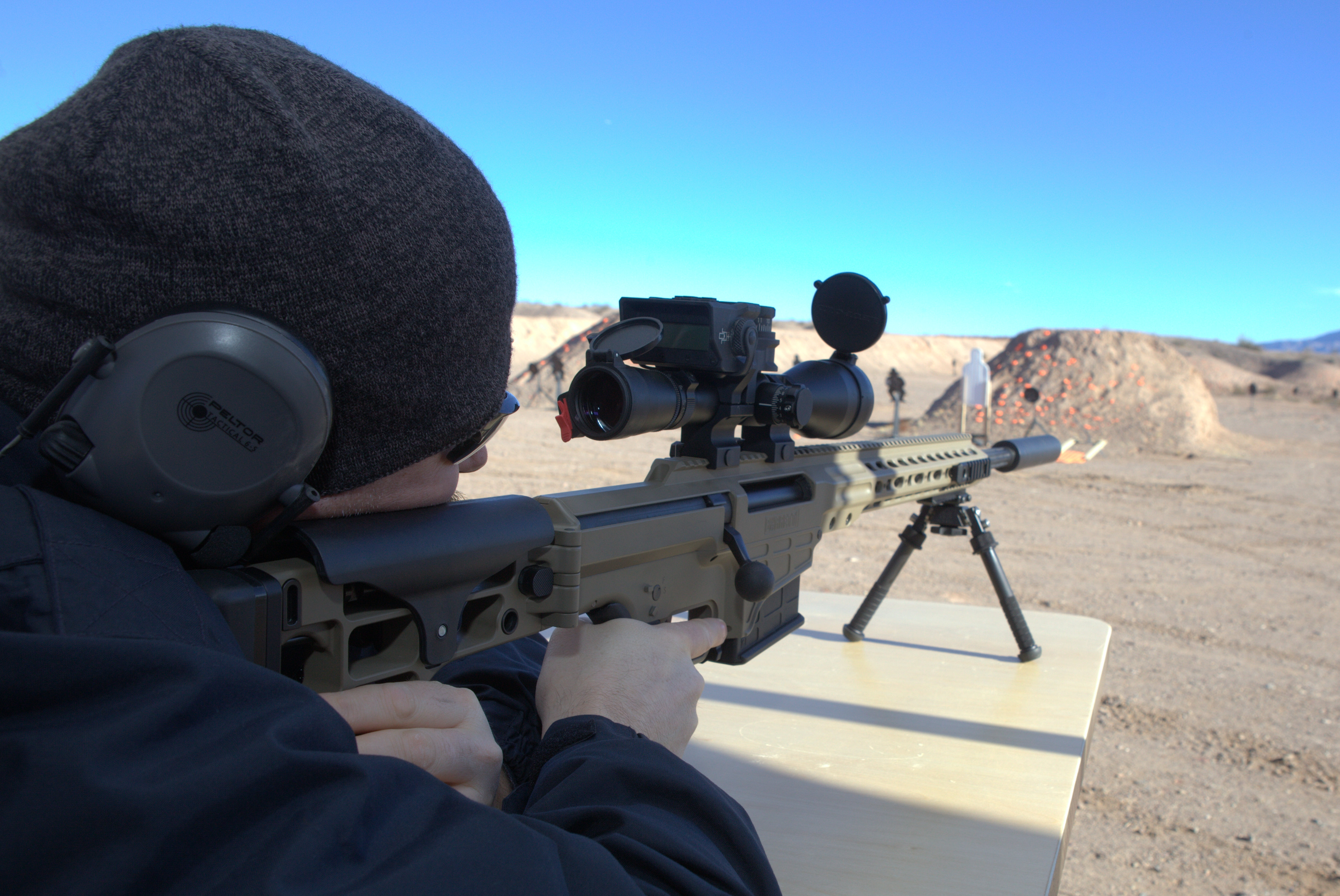
射手使用.308 Winchester口徑、裝上消聲器的巴雷特MRAD進行射擊。
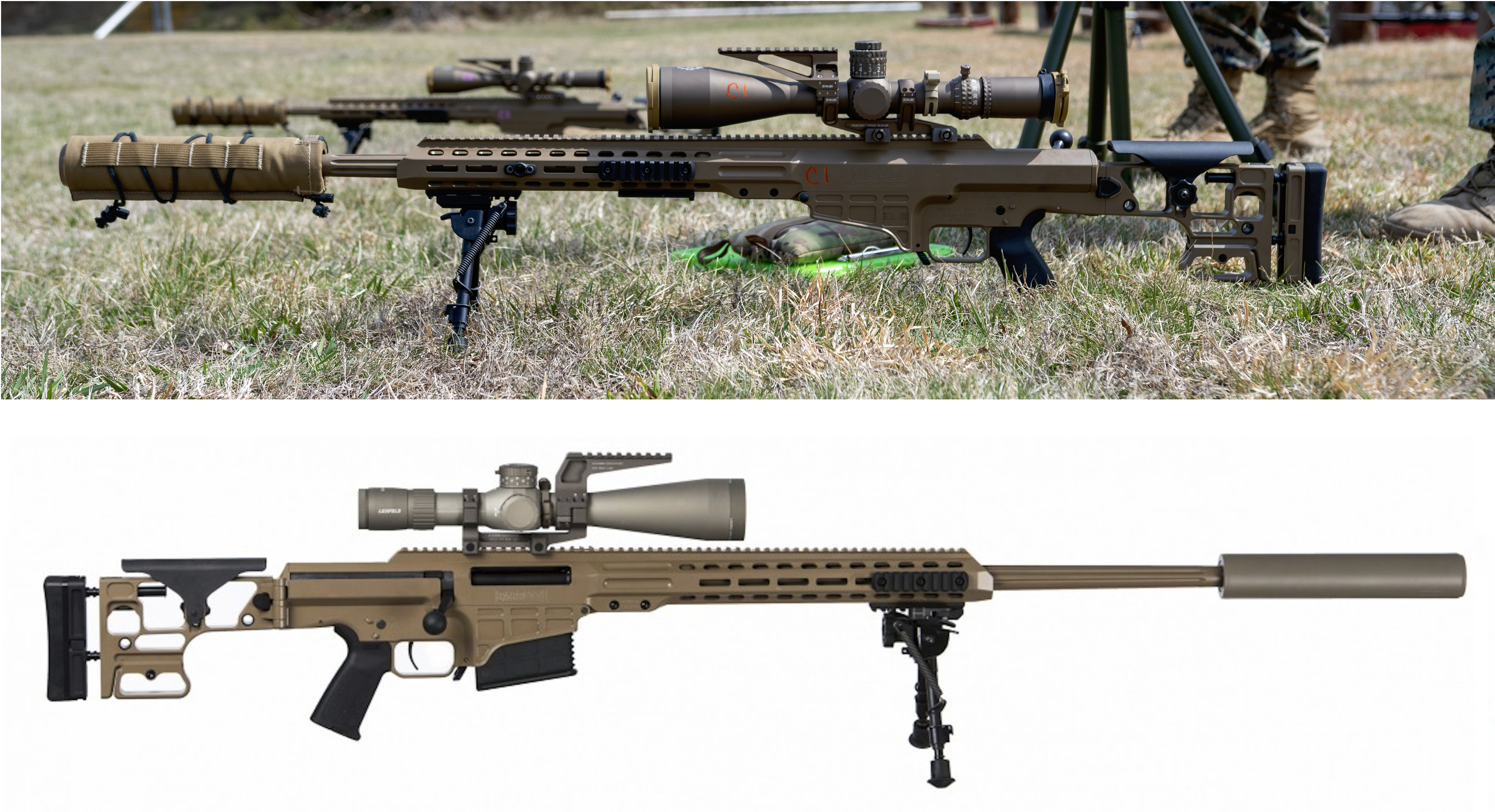
SOCOM的Mk 22 Mod 0 ASR（上圖）與陸軍型Mk 22 PSR（下圖）的比較。
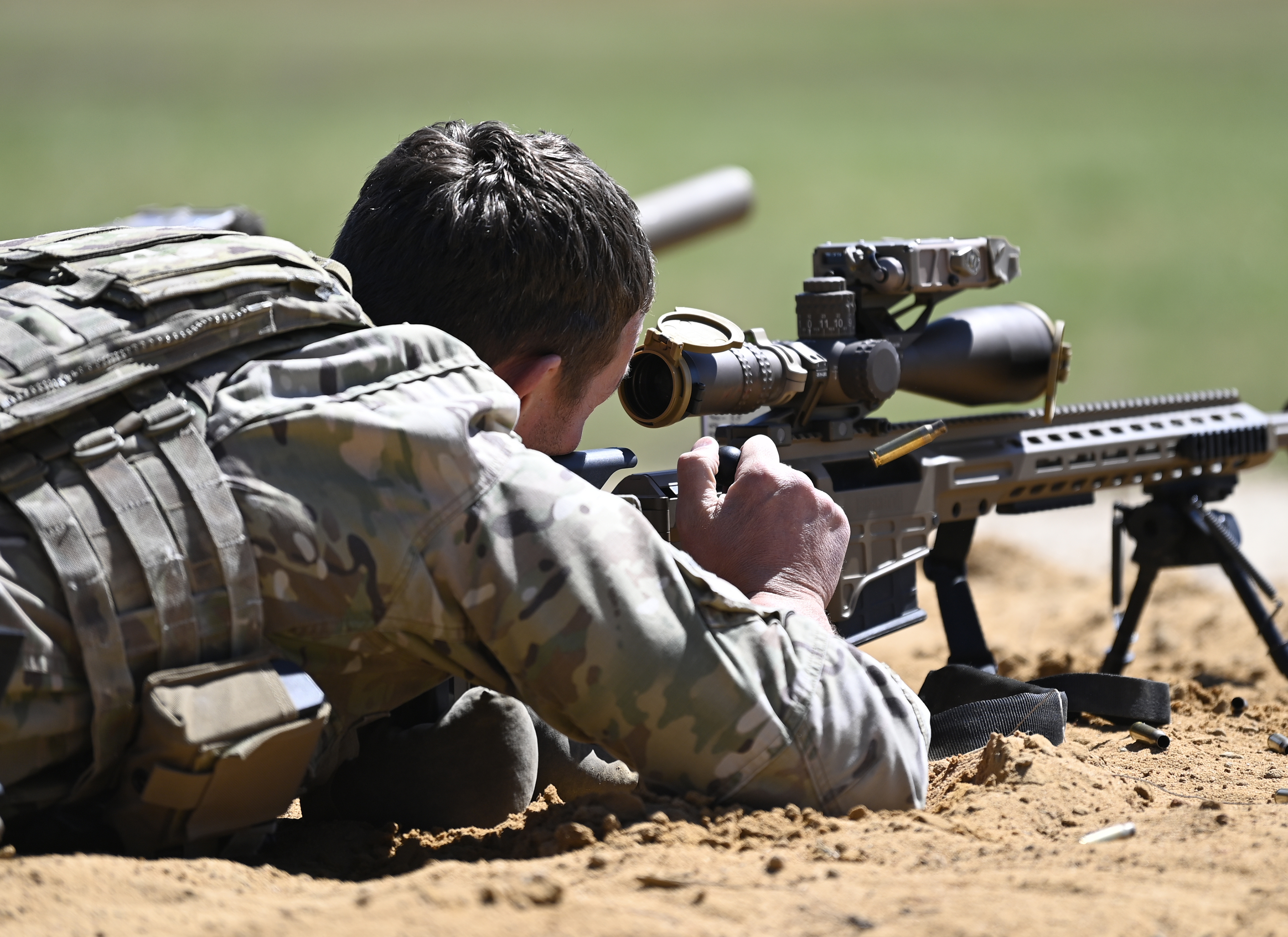
在USASOC國際狙擊手比賽中使用MK 22 ASR射擊
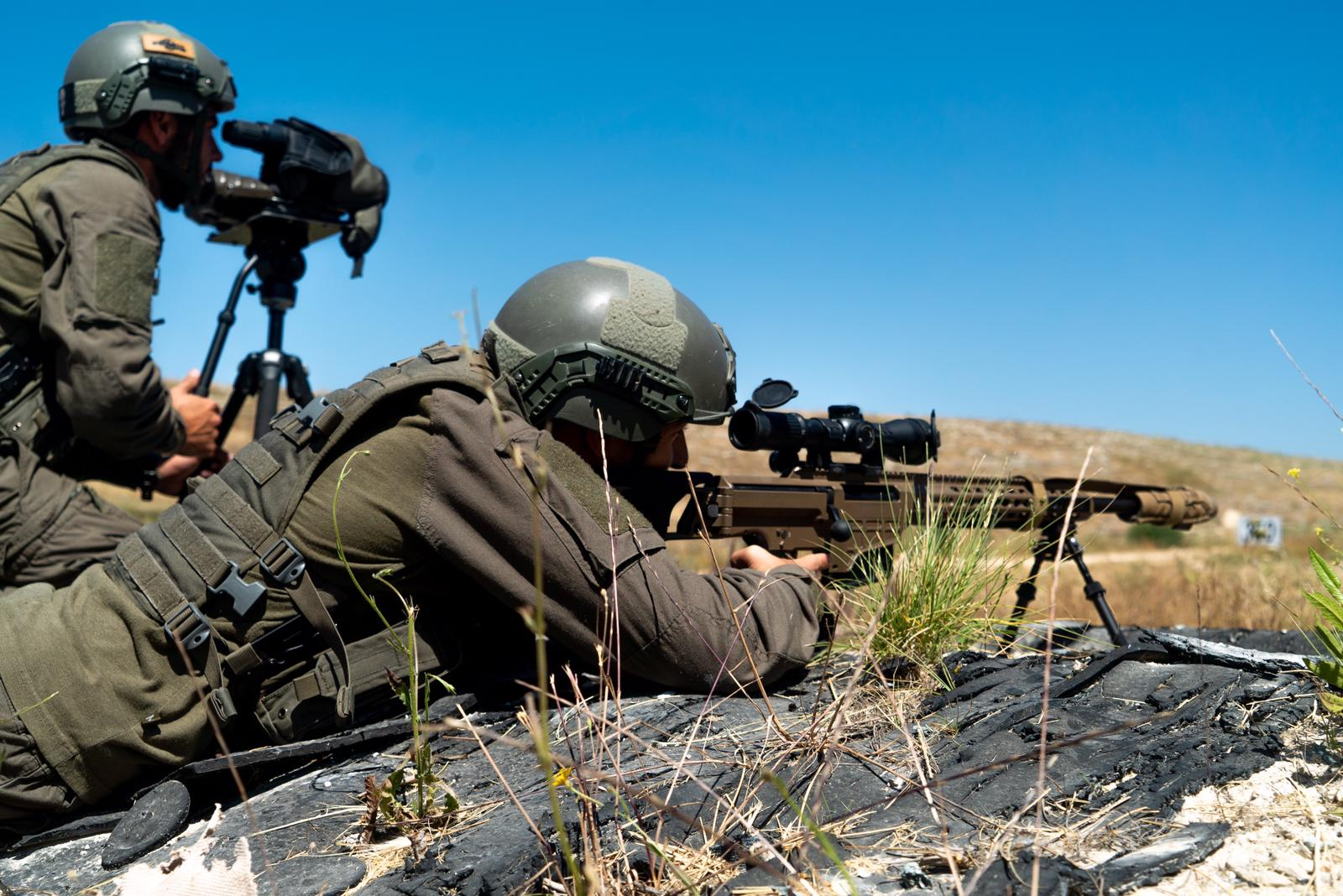
使用7.62×51毫米北約口徑的巴雷特MRAD的以色列國防軍狙擊手
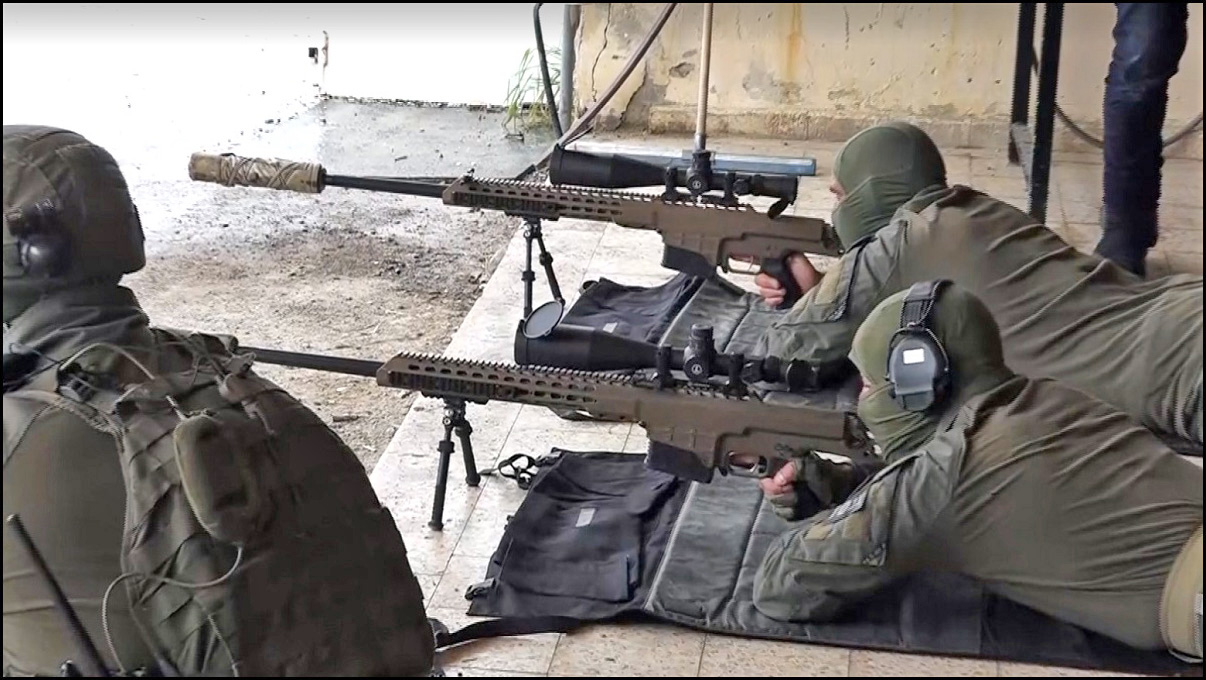
使用消聲的巴雷特MRAD的以色列國境警察特勤隊進行射擊的狙擊手

## 資料來源
1. ↑  . Barrett.   [18 December 2012]. （原始内容存档于2013年1月15日）.
2. 1 2 3 4 5 6 7 8 9 10 11 12 13 14 15 16 17 18 19 20 21
3. ↑  Barret Firearms Company, MRAD-Sales Sheet 的存檔，存档日期2011-12-26.
4. ↑  .   [18 December 2012]. （原始内容存档于28 August 2012）.
5. ↑   (PDF): 33.   [2019-12-01]. （原始内容 (pdf)存档于2019-05-31）.
6. ↑   (PDF): 6.   [2019-12-01]. （原始内容 (PDF)存档于2020-11-06）.
7. ↑  Crane, David, New Barrett M98B .338 Lapua Magnum Bolt-Action Anti-Materiel/Sniper Rifle[], DefenseReview.com, September 28, 2008
8. 1 2 3  Langston, Jay. . Tactical-Life.com.   [18 December 2012]. （原始内容存档于2013-03-06）.
9. ↑  Dall'au, Andre M. . Tactical-Life.com.   [18 December 2012]. （原始内容存档于2013-02-27）.
10. 1 2 3 4 5 6  Barrett Announces MRAD Long-Range Rifle （页面存档备份，存于）
11. ↑  . Downrange.tv. Outdoor Sportsman Group. January 13, 2012  [23 April 2024]. （原始内容存档于January 19, 2012） （美国英语）.
12. ↑  Barrett, Angela.  (PDF). 巴雷特槍械公司. 11 January 2012  [18 December 2012]. （原始内容 (PDF)存档于26 January 2013）.
13. ↑  Curtis, Rob. . Gearscout blog. Military Times. 7 March 2013  [9 March 2013]. （原始内容存档于2013-03-14）.
14. ↑  Keller, Jared. . Task & Purpose. 2020-02-24  [2021-04-01]. （原始内容存档于26 June 2022） （美国英语）.
15. ↑  .   [2019-03-13]. （原始内容存档于2019-03-30）.
16. ↑  JARED, KELLER. . Military Times. 16 Nov 2020  [2021-10-14]. （原始内容存档于2021-10-29）.
17. ↑  Moss, Matthew. . The Firearm Blog. 18 December 2019  [26 June 2022]. （原始内容存档于24 June 2022）.
18. ↑   (PDF). Nightforce. 2022  [26 June 2022]. （原始内容 (PDF)存档于24 June 2022）.
19. ↑  Tingley, Brett; Trevithick, Joseph. . The WarZone. 4 January 2022  [26 June 2022]. （原始内容存档于7 January 2022）.
20. 1 2  Rowland, Peter; Williamson, Jamin D. . United States Army. 31 March 2021  [2021-04-01]. （原始内容存档于27 May 2022） （英语）.
21. ↑  Cox, Matthew. . Military.com. 3 March 2020. （原始内容存档于10 June 2022）.
22. ↑  Matthew, Cox. . Military Times. 3 Mar 2020  [2021-10-14]. （原始内容存档于2021-01-26）.
23. ↑  . PEO Soldier.   [26 June 2022]. （原始内容存档于18 May 2022）.
24. ↑  . Defense Brief. 6 May 2022  [26 June 2022]. （原始内容存档于8 May 2022）.
25. ↑  New Marine Sniper Rifle Reaches Full Operational Capability Ahead of Schedule. Military.com. 22 November 2024.
26. ↑  Barret Firearms Company, 98bravo.com, The Specs （页面存档备份，存于）
27. ↑  . 7 August 2020 （希腊语）.
28. ↑  Vlassis, Savvas. . Δούρειος Ίππος. 18 February 2020  [7 June 2025].
29. ↑  נחשף פירוט הנשק של הימ"מ （页面存档备份，存于）, Ynet, 2015.3.1
30. ↑  .   [2019-02-01]. （原始内容存档于2020-08-08）.
31. ↑  . Republic of Korea Army. 7 June 2024  [1 July 2024]. （原始内容存档于3 July 2024）. 无效|url-status=bot: unknown (帮助)
32. ↑  .   [2018-01-12]. （原始内容存档于2017-10-18）.
33. ↑   （页面存档备份，存于）, Presis og potent, Vi Menn, 2015
34. ↑  . 21 December 2016. （原始内容存档于8 April 2019） （挪威语）.
35. ↑  . Politiforum. （原始内容存档于8 April 2019） （挪威语）.
36. ↑  .   [2023-11-08]. （原始内容存档于2023-11-13）.
37. ↑  .   [2023-01-24]. （原始内容存档于2023-01-24）.
38. ↑  .   [2023-01-24]. （原始内容存档于2023-01-24）.
39. ↑  Trinko, Myroslav. . gagadget.com.   [2023-02-05]. （原始内容存档于February 5, 2023） （英语）.
40. ↑  Horton, Alex. . 华盛顿邮报. 2022-03-05  [2023-02-05]. （原始内容存档于June 4, 2022） （英语）.
41. ↑  .   [2019-03-13]. （原始内容存档于2019-03-30）.
42. ↑  Ziezulewicz, Geoff. . The War Zone. 22 November 2024  [23 November 2024].
43. ↑  Ziezulewicz, Geoff. . The War Zone. 22 November 2024  [23 November 2024].
44. ↑  Vining, Miles. . The Firearm Blog. August 1, 2018. （原始内容存档于September 27, 2022）.
45. ↑  . April 10, 2018. （原始内容存档于March 21, 2023）.

## 外部連結
- （英文）—Barrett product page on the MRAD
- （英文）—Barrett MRAD operator's manual
- （英文）—The Firearm Blog.com— 
  - Barrett MRAD (Multi Role Adaptive Design) Sniper Rifle （页面存档备份，存于）
  - The Barrett MRAD （页面存档备份，存于）
  - Barrett MRAD Promo Video （页面存档备份，存于）
  - Barrett: New REC7 Flyweight & MRAD Fieldcraft （页面存档备份，存于）
  - Hands on with the Barrett MRAD （页面存档备份，存于）
- （英文）—The Truth About Guns.com—Gun Review: Barrett MRAD
- （英文）—Barrett Announces MRAD Long-Range Rifle
- （英文）—Shooting Illustrated.com—Barrett MRAD
- （英文）—Defense Review—Barrett MRAD (Multi-Role Adaptive Design) Multi-Caliber .338 Lapua Magnum Bolt-Action Anti-Materiel/Sniper Rifle and G4tv “Attack of the Show” Crew at SHOT Show 2012 (Video!) （页面存档备份，存于）
- （英文）—Popular Airsoft.com—Barrett Multi-Role Adaptive Design Rifle Revealed （页面存档备份，存于）
- （英文）—EuroOptic.com—Barrett MRAD .338 Lapua Mag Rifles for sale! （页面存档备份，存于）
- （英文）—Tactical-Life.com—
  - The Barrett Multi-Role Adaptive Design (MRAD) rifle （页面存档备份，存于）
  - BARRETT MRAD .338 LAPUA MAG （页面存档备份，存于）
  - BARRET MRAD .338 LAPUA MAG
  - Preview: Barrett MRAD .308 （页面存档备份，存于）
  - AUSA 2013 Annual Meeting – First Look （页面存档备份，存于）
  -  （页面存档备份，存于）
- （英文）—YouTube上的Barrett MRAD
- （英文）—YouTube上的Introducing the Barrett® MRAD™
- （简体中文）—D Boy Gun World（槍炮世界）—Barrett MRAD （页面存档备份，存于）